# Le Pacte des Yōkai
 (mai 2025).
Si vous disposez d'ouvrages ou d'articles de référence ou si vous connaissez des sites web de qualité traitant du thème abordé ici, merci de compléter l'article en donnant les références utiles à sa vérifiabilité et en les liant à la section « Notes et références ».
Le Pacte des Yōkai (夏目友人帳, Natsume Yūjin-chō, littéralement Le Livre des amis de Natsume) est une série de manga de Yuki Midorikawa. D'abord prépublié dans le magazine LaLa DX entre 2005 et 2008, il est transféré dans le magazine LaLa en 2008. La série compte 32 tomes sortis en avril 2025. La version française est éditée par Delcourt/Tonkam et 27 tomes sont sortis en avril 2023.
Le scénario tourne autour de la vie de Natsume, un adolescent orphelin qui a la particularité de voir des esprits (ayakashi et yōkai) que son entourage ne perçoit pas. Il hérite de sa grand-mère Reiko un cahier, le « Livre des amis », où sont recensés le nom de nombreux esprits et qui lui donne le pouvoir de les contrôler. Accompagnés d'amis esprits et humains, il se met en quête de restituer leur nom aux Yōkai piégés. Mais les deux mondes sont parfois difficiles à tenir ensemble.
Le manga a été adapté en CD audio ainsi qu'en série d'animation composée de quatre saisons produites par Brain's Base et diffusées en 2008, 2009, 2011, et en 2012. Une cinquième saison, produite par le studio Shuka, est diffusée entre octobre et décembre 2016, suivie d'une sixième saison diffusée entre avril et juin 2017. En automne 2018, un film intitulé Utsusemi ni Musubu, basé sur un scénario original, voit le jour. En hiver 2021 sort le moyen métrage, Ishi Okoshi to Ayashiki Raihōsha, qui réunit deux histoires distinctes adaptées des chapitres éponymes. Puis, sept ans après la diffusion de la sixième saison, une septième saison est finalement produite et diffusée entre octobre et décembre 2024.

## Synopsis
Natsume est capable de voir les yôkai et les ayakashi (esprits surnaturels japonais) alors que son entourage ne les perçoit pas. Petit, il ne les appréciait pas particulièrement car les apparitions avaient tendance à le placer dans des situations embarrassantes, voire dangereuses et le conduisaient à des comportements que les humains normaux ne peuvent comprendre. Catégorisé comme « bizarre », l'orphelin est solitaire, rejeté par les autres enfants et passe de famille d'accueil en famille d'accueil. À la suite d'un énième déménagement, de nombreux yôkai se mettent à le pourchasser sans qu’il ne comprenne pourquoi. En tentant de fuir une attaque, il pénètre un jour dans un lieu sacré et libère par inadvertance Madara, un « chat » qui avait été piégé là. Cette rencontre amène Natsume à découvrir l'héritage de sa grand-mère Reiko, le « Livre des amis », un carnet contenant les noms de nombreux esprits qui confère alors le pouvoir de contrôler ces derniers. Dépassant la peur et de l'incompréhension, Natsume tisse des liens de respect et d'amitiés avec certains yôkai et se met en quête de « rendre » leur nom aux esprits piégés. Madara décide d'accompagner le garçon, en tant que sensei et garde du corps. Mais alors que pour une fois, Natsume sort de l'isolement et se lie avec sa famille d'accueil et ses camarades de classe, il découvre qu'il est parfois difficile d'entretenir conjointement des relations d'amitiés avec des esprits et des humains…

## Personnages
Takashi Natsume (夏目 貴志, Natsume Takashi)
Voix japonaise : Hiroshi Kamiya
Personnage principal, Natsume est orphelin. Ses parents sont morts alors qu'il était encore très jeune et il n'en a que de très vagues souvenirs. Il a passé son enfance à changer de famille d'accueil, ses hôtes décidant généralement de se débarrasser de lui à cause de ses comportements étranges liés à ses visions. Les autres personnes ne pouvant voir les ayakashi, il est souvent considéré comme un menteur ou un fou, ce qui a coloré son enfance de tristesse et de solitude. Finalement, Natsume arrive chez les Fujiwara. Il s'y sent bien, les aime, et veut à tout prix éviter de leur causer des soucis. Tout comme sa grand-mère, Natsume possède un pouvoir spirituel particulièrement puissant, ce qui lui permet d'arrêter la plupart des yôkai d'un coup de poing. Cela le rend particulièrement intéressant pour les exorcistes.
Madara (斑)/"Nyanko-sensei" (ニャンコ先生)
Voix japonaise : Kazuhiko Inoue
Yokai mystérieux, Madara était scellé dans un sanctuaire avant que Natsume ne le libère. Conséquence de son long emprisonnement, il prend instinctivement la forme d'un maneki neko (chat de fortune), ce qui mène le garçon à le surnommer Nyanko-sensei. Cette forme le rend visible aux yeux des autres humains ce qui permet à Natsume de le garder comme un vulgaire animal de compagnie. Malgré les apparences, il est très puissant. Il protège Natsume en échange du Livre des amis à la mort de celui-ci.
Remarque : Madara (摩多羅神, Madara no kami) est aussi le nom d'un dieu bouddhique japonais.
Reiko Natsume (夏目 レイコ, Natsume Reiko)
Voix japonaise : Sanae Kobayashi
Grand-mère de Natsume. Elle a confronté en duel les yôkai qu'elle rencontrait. Si elle perdait, ils pouvaient la manger tandis que si elle gagnait, elle prenait le nom de l'esprit, formant ainsi le Livre des amis. Posséder le nom d'un yôkai permet de l'appeler et le contrôler.
Atsushi Kitamoto (北本 篤史, Kitamoto Atsushi) et Satoru Nishimura (西村 悟, Nishimura Satoru)
Voix japonaise : Hisayoshi Suganuma et Ryōhei Kimura
Camarades de classe de Natsume ignorant tout de son "étrangeté". Ils apparaissent pour la première fois dans l'épisode 2 de la saison 1.
Jun Sasada (笹田 純, Sasada Jun)
Voix japonaise : Miyuki Sawashiro
Déléguée de classe, Sasada comprend que Natsume peut voir les yôkai et le harcèle à ce propos, même si le garçon persiste à tout nier. Elle apparait pour la première fois dans l'épisode 2 de la saison 1.
Kaname Tanuma (田沼 要, Tanuma Kaname)
Voix japonaise : Kazuma Horie
Ami de Natsume; il est capable de sentir la présence des yôkai, sans pour autant être en mesure de les voir. Il appelle Madara "Punta". Il apparait pour la première fois dans l'épisode 3 de la saison 1.
Touru Taki (多軌 透, Taki Tōru)
Voix japonaise : Rina Satō
Amie de Natsume formée à certaines pratiques de l'exorcisme, bien qu'elle ne soit pas capable de voir les yôkai. Elle est follement attirée par Madara et dès qu'elle peut essaie de le câliner. Elle apparait pour la première fois dans l'épisode 6 de la saison 2.
Shuuichi Natori (名取 周一, Natori Shūichi)
Voix japonaise : Ishida Akira
Lui aussi capable de voir les esprits, cet homme mène une double vie, à la fois acteur célèbre et exorciste de renom. Il possède un tatouage en forme de salamandre qui se déplace sur son corps. Il a la faculté de manipuler des poupées de papier (Shikigami) et contrôle trois esprits. Il se lie d'amitié avec Natsume et modère sa haine envers les yôkai à son contact. Il apparait pour la première fois dans l'épisode 9 de la saison 1.
Seiji Matoba (的場 静司, Matoba Seiji)
Voix japonaise : Junichi Suwabe
Chef du clan Matoba, cet exorciste sans scrupule est prêt à tout pour gagner du pouvoir, y compris attaquer Natsume. Il est évoqué dans l'épisode 11 de la saison 2, mais n'apparait qu'à partir de l'épisode 6 de la saison 3.
Touko Fujiwara (藤原 塔子, Fujiwara Tōko) et Shigeru Fujiwara (藤原 滋, Fujiwara Shigeru)
Voix japonaise : Miki Itō et Eiji Itō
Couple sans enfant qui accueille Natsume. Ils apparaissent dès le premier épisode.
Hinoe
Voix japonaise : Akemi Okamura
Puissant yôkai prenant la forme d'une humaine. Elle était amoureuse de Reiko. Reconnaissante envers Natsume, elle reste à son service et l'accompagne régulièrement. Elle apparait pour la première fois dans l'épisode 12 de la saison 1.
Misuzu
Voix japonaise : Takaya Kuroda
Yôkai aussi puissant qu'énorme (équivalent à Madara). Appréciant Natsume, il décide de rester à son service en lui laissant son nom. Il apparait pour la première fois dans l'épisode 3 de la saison 1.
Shibata Katsumi
Voix japonaise : Yoshimasa Hosoya
Ancien camarade de classe de Natsume, il contacté Natsume plusieurs fois à propos de yōkai, Il était autrefois moqueur à propos de Natsume mais après être tombé amoureux d'un Yōkai et avoir reçu l'aide de Natsume il change d'état d'esprit. Il apparait pour la première fois dans l'épisode 3 de la saison 3.

## Manga
Le Pacte des Yōkai est originellement un manga écrit et illustré par Yuki Midorikawa. Il est d'abord paru dans le magazine de manga shōjo LaLa DX en 2005, puis dans LaLa en 2008. Les chapitres sont compilés par Hakusensha. La série est éditée en français par Delcourt/Tonkam.

### Liste des volumes
| no | Japonais         | Japonais          | Français          | Français          |
| no | Date de sortie   | ISBN              | Date de sortie    | ISBN              |
| --- | ---------------- | ----------------- | ----------------- | ----------------- |
| 1 | 5 octobre 2005   | 978-4-592-17158-4 | 14 mai 2008       | 978-2-7560-1337-4 |
| Liste des chapitres : - Épisode 1 : Rencontre avec Maître Griffou ! - Épisode 2 : Pépé Tsuyukami - Épisode 3 : Natsume, le chasseur d'êtres humains - Épisode 4 : Tsubame, l'hirondelle de Futaba                                                                                               |                  |                   |                   |                   |
| 2 | 5 août 2006      | 978-4-592-17159-1 | 9 juillet 2008    | 978-2-7560-1338-1 |
| Liste des chapitres : - Épisode 5 : Test de courage - Épisode 6 : Natsume invoque des yôkai - Épisode 7 : Sûichi Natori - Épisode 8 : Le biwa bleu d'Asagi |                  |                   |                   |                   |
| 3 | 5 février 2007   | 978-4-592-18446-1 | 15 octobre 2008   | 978-2-7560-1339-8 |
| Liste des chapitres : - Épisode 9 : Le Griffou noir - Épisode 10 : Des lueurs dans le noir - Épisode 11 : La réunion des conjurateurs - Épisode 12 : Le bébé Tatsumi |                  |                   |                   |                   |
| 4 | 4 août 2007      | 978-4-592-18447-8 | 13 novembre 2008  | 978-2-7560-1473-9 |
| Liste des chapitres : - Épisode 13 : L'arrivée du printemps - Épisode 14 : Les sources chaudes - Épisode 15 : L'ombre du tableau - Épisode spécial 1 : Carnet d'observation de Natsume 1 - Épisode spécial 2 : Carnet d'observation de Natsume 2 - Épisode spécial 3 : Carnet de Maître Griffou |                  |                   |                   |                   |
| 5 | 5 mars 2008      | 978-4-592-18448-5 | 11 février 2009   | 978-2-7560-1521-7 |
| Liste des chapitres : - Épisode 16 : Désir d'immortalité - Épisode 17 : Réduite au silence (1) - Épisode 18 : Réduite au silence (2) - Épisode 19 : Le voleur de maisons - Épisode spécial 4 : Carnet d'observation de Natsume 3 - Un paysage d'un autre monde                                  |                  |                   |                   |                   |
| 6 | 5 juillet 2008   | 978-4-592-18449-2 | 13 mai 2009       | 978-2-7560-1670-2 |
| Liste des chapitres : - Épisode 20 : Les amis de Takashi (1) - Épisode 21 : Les amis de Takashi (2) - Épisode 22 : Les amis de Takashi (3) - Épisode spécial 5 : Carnet d'observation de Natsume 4 - Épisode spécial 6 : Livre de souvenirs de Reiko - Dans un coin du lycée                    |                  |                   |                   |                   |
| 7 | 5 janvier 2009   | 978-4-592-18667-0 | 19 août 2009      | 978-2-7560-1820-1 |
| Liste des chapitres : - Épisode 23 : Le monstre (1) - Épisode 24 : Le monstre (2) - Épisode 25 : Le monstre (3) - Épisode 26 : Le monstre (4) - Épisode spécial 7 : Carnet de jeux de Natsume - Soupir d'été                                                                                    |                  |                   |                   |                   |
| 8 | 3 juillet 2009   | 978-4-592-18668-7 | 10 mars 2010      | 978-2-7560-2101-0 |
| Liste des chapitres : - Épisode 27 : La fête du lycée - Épisode 28 : Le miroir (1) - Épisode 29 : Le miroir (2) - Épisode 30 : Home, sweet home (1) - Épisode 31 : Home, sweet home (2) - Épisode spécial 8 : Carnet de Petite Moustache                                                        |                  |                   |                   |                   |
| 9 | 4 janvier 2010   | 978-4-592-18669-4 | 18 août 2010      | 978-2-7560-2192-8 |
| Liste des chapitres : - Épisode 32 : Petite bouloche (1) - Épisode 33 : Petite bouloche (2) - Épisode 34 : La forêt de l'est (1) - Épisode 35 : La forêt de l'est (2) - Épisode 36 : La forêt de l'est (3) - Épisode spécial 9 : Carnet d'observation de Natsume 5                              |                  |                   |                   |                   |
| 10 | 5 juillet 2010   | 978-4-592-18670-0 | 13 avril 2011     | 978-2-7560-2602-2 |
| Liste des chapitres : - Épisode 37 : Un faux ami (1) - Épisode 38 : Un faux ami (2) - Épisode 39 : La fête de Tsukiwake (1) - Épisode 40 : La fête de Tsukiwake (2) - Épisode 41 : La fête de Tsukiwake (3)                                                                                     |                  |                   |                   |                   |
| 11 | 4 mars 2011      | 978-4-592-19361-6 | 30 novembre 2011  | 978-2-7560-2628-2 |
| 12 | 5 juillet 2011   | 978-4-592-19362-3 | 11 avril 2012     | 978-2-7560-3139-2 |
| 13 | 4 janvier 2012   | 978-4-592-19363-0 | 22 août 2012      | 978-2-7560-3293-1 |
| 14 | 5 juillet 2012   | 978-4-592-19364-7 | 21 août 2013      | 978-2-7560-3615-1 |
| 15 | 4 janvier 2013   | 978-4-592-19365-4 | 11 juin 2014      | 978-2-7560-3714-1 |
| 16 | 5 juillet 2013   | 978-4-592-19366-1 | 3 décembre 2014   | 978-2-7560-5751-4 |
| Au Japon, le tome 16 (ISBN 978-4-592-19873-4) est sorti en édition limitée. |                  |                   |                   |                   |
| 17 | 4 janvier 2014   | 978-4-592-19367-8 | 17 août 2016      | 978-2-7560-6365-2 |
| Liste des chapitres : - Épisode 68 : Ce jour qui arrive (1) - Épisode 69 : Ce jour qui arrive (2) - Épisode 70 : Fête du jeu - Épisode spécial 15 : Monde sans déformation (1) - Épisode spécial 15 : Monde sans déformation (2)                                                                |                  |                   |                   |                   |
| 18 | 5 septembre 2014 | 978-4-592-19368-5 | 5 juillet 2017    | 978-2-7560-7648-5 |
| 19 | 1er mai 2015     | 978-4-592-19369-2 | 20 juin 2018      | 978-2-413-00173-7 |
| Liste des chapitres : - Épisode 74 : Le seigneur des poupées - Épisode 75 : En fleurs, demain - Épisode 76 : La reconnaissance de Gomochi - Épisode 77 : Deux cercles |                  |                   |                   |                   |
| 20 | 5 avril 2016     | 978-4-592-19370-8 | 3 juillet 2019    | 978-2-413-00174-4 |
| Liste des chapitres : - Épisode 78 : Tsukihigui - Épisode 79 : Dans le courant - Épisode 80 : Tôkanya - Épisode 81 : Le jardin du souvenir |                  |                   |                   |                   |
| 21 | 5 octobre 2016   | 978-4-592-19371-5 | 7 juillet 2021    | 978-2-413-00175-1 |
| Liste des chapitres : - Épisode 82 : Le réveilleur de roche - Épisode 83 : Dans les pages des livres - Épisode 84 : Le morceau triste et inquiet - Épisode spécial 17 : La main tendue |                  |                   |                   |                   |
| 22 | 5 septembre 2017 | 978-4-592-19372-2 | 21 septembre 2022 | 978-2-413-04836-7 |
| Au Japon, le tome 22 (ISBN 978-4-592-10580-0) est sorti en édition limitée. |                  |                   |                   |                   |
| 23 | 5 septembre 2018 | 978-4-592-19373-9 | 21 septembre 2022 | 978-2-413-04837-4 |
| Au Japon, le tome 23 (ISBN 978-4-592-10599-2) est sorti en édition limitée. |                  |                   |                   |                   |
| 24 | 2 mai 2019       | 978-4-592-19373-9 | 21 septembre 2022 | 978-2-413-04946-3 |
| 25 | 5 juin 2020      | 978-4-592-19375-3 | 21 septembre 2022 | 978-2-413-04947-0 |
| Au Japon, le tome 25 (ISBN 978-4-592-10620-3) est sorti en édition limitée. |                  |                   |                   |                   |
| 26 | 4 janvier 2021   | 978-4-592-19376-0 | 12 avril 2023     | 978-2-413-04948-7 |
| Au Japon, le tome 26 (ISBN 978-4-592-10622-7) est sorti en édition limitée. |                  |                   |                   |                   |
| 27 | 3 septembre 2021 | 978-4-592-19377-7 | 12 avril 2023     | 978-2-413-04949-4 |
| Au Japon, le tome 27 (ISBN 978-4-592-10626-5) est sorti en édition limitée. |                  |                   |                   |                   |
| 28 | 2 mai 2022       | 978-4-592-19378-4 |                   |                   |
| Au Japon, le tome 28 (ISBN 978-4-592-10630-2) est sorti en édition limitée. |                  |                   |                   |                   |
| 29 | 4 janvier 2023   | 978-4-592-19379-1 |                   |                   |
| Au Japon, le tome 29 (ISBN 978-4-592-10634-0) est sorti en édition limitée. |                  |                   |                   |                   |
| 30 | 5 septembre 2023 | 978-4-592-19380-7 |                   |                   |
| Au Japon, le tome 30 (ISBN 978-4-592-10636-4) est sorti en édition limitée. |                  |                   |                   |                   |
| 31 | 5 septembre 2024 | 978-4-592-22201-9 |                   |                   |
| 32 | 4 avril 2025     | 978-4-592-22202-6 |                   |                   |
| Au Japon, le tome 30 (ISBN 978-4-592-10639-5) est sorti en édition limitée. |                  |                   |                   |                   |

## Distinctions
Le manga a été nommé pour le premier prix Manga Taishō en 2008.

## Anime
Le Pacte des Yōkai a été adapté en anime de quatre saisons de treize épisodes chacune et deux OAV par le studio Brain's Base entre 2008 et 2014. Une cinquième saison est ensuite produite par Shuka en 2016. Une sixième saison a été diffusée en avril 2017. Deux OAV sont sortis en septembre et octobre 2017 et le film d'animation Le Pacte des Yōkai : Utsusemi ni Musubu sort en 2018.

## Produits dérivés

### Drama CD
Le Pacte des Yōkai a été adapté en une série de trois CD audios :
1. LaLa Treasure Drama CD (octobre 2007)
2. LaLa Excellent Drama CD (novembre 2008)
3. LaLa Double Premiere Drama CD (mai 2009)

### Publications
Un fanbook  (ISBN 978-4-592-18696-0) est sorti le 5 janvier 2009 au Japon. Un notebook  (ISBN 978-4-592-18690-8) est aussi sorti le 3 juillet 2009.

### Édition japonaise
1. 1 2  Tome 1
2. 1 2  Tome 2
3. 1 2  Tome 3
4. 1 2  Tome 4
5. 1 2  Tome 5
6. 1 2  Tome 6
7. 1 2  Tome 7
8. 1 2  Tome 8
9. 1 2  Tome 9
10. 1 2  Tome 10
11. 1 2  Tome 11
12. 1 2  Tome 12
13. 1 2  Tome 13
14. 1 2  Tome 14
15. 1 2  Tome 15
16. 1 2  Tome 16
17. 1 2  Tome 17
18. 1 2  Tome 18
19. 1 2  Tome 19
20. 1 2  Tome 20
21. 1 2  Tome 21
22. 1 2  Tome 22
23. 1 2  Tome 23
24. 1 2  Tome 24
25. 1 2  Tome 25
26. 1 2  Tome 26
27. 1 2  Tome 27
28. 1 2  Tome 28
29. 1 2  Tome 29
30. 1 2  Tome 30
31. 1 2  Tome 31
32. 1 2  Tome 32

Édition limitée
1. ↑  Tome 16 – Édition limitée
2. ↑  Tome 22 – Édition limitée
3. ↑  Tome 23 – Édition limitée
4. ↑  Tome 25 – Édition limitée
5. ↑  Tome 26 – Édition limitée
6. ↑  Tome 27 – Édition limitée
7. ↑  Tome 28 – Édition limitée
8. ↑  Tome 29 – Édition limitée
9. ↑  Tome 30 – Édition limitée
10. ↑  Tome 32 – Édition limitée

### Édition française
1. 1 2  Tome 1
2. 1 2  Tome 2
3. 1 2  Tome 3
4. 1 2  Tome 4
5. 1 2  Tome 5
6. 1 2  Tome 6
7. 1 2  Tome 7
8. 1 2  Tome 8
9. 1 2  Tome 9
10. 1 2  Tome 10
11. 1 2  Tome 11
12. 1 2  Tome 12
13. 1 2  Tome 13
14. 1 2  Tome 14
15. 1 2  Tome 15
16. 1 2  Tome 16
17. 1 2  Tome 17
18. 1 2  Tome 18
19. 1 2  Tome 19
20. 1 2  Tome 20
21. 1 2  Tome 21
22. 1 2  Tome 22
23. 1 2  Tome 23
24. 1 2  Tome 24
25. 1 2  Tome 25
26. 1 2  Tome 26
27. 1 2  Tome 27